# Presidentvalet i Finland 1946

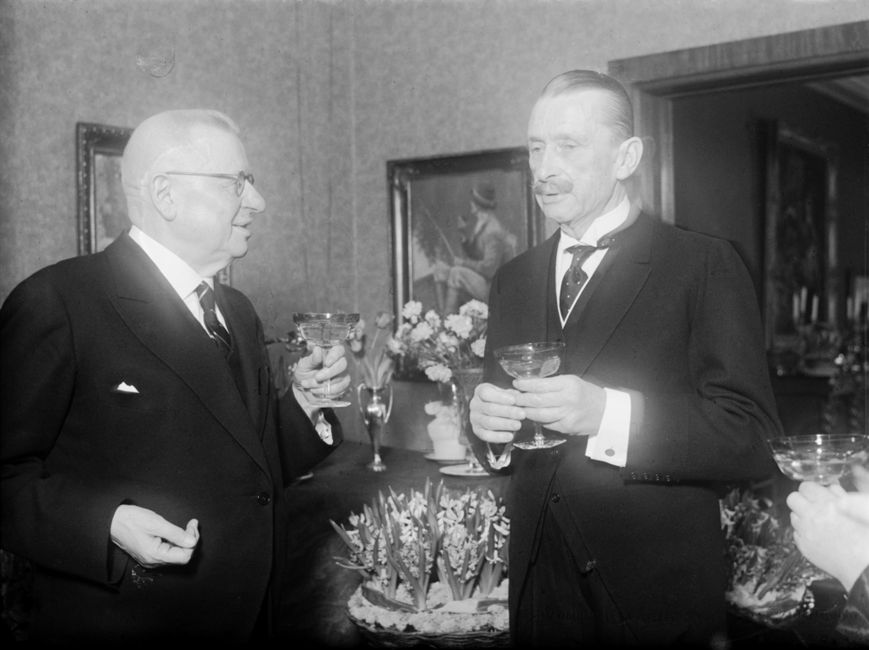
Juho Kusti Paasikivi (t.v.), Finlands president 1946-1956, med företrädaren Gustaf Mannerheim, Finlands president 1944-1946.

Presidentvalet i Finland 1946 ledde till att Juho Kusti Paasikivi blev president med en mandatperiod till 1950. 
Den sittande presidenten Gustaf Mannerheim avgick 4 mars 1946, mot bakgrund av hälsoproblem och att han ansåg sig ha genomfört det han blivit utsedd att göra, bland annat undertecknandet av separatfreden med Sovjetunionen 1944, vilket avslutade Fortsättningskriget. Mannerheim hade utsetts till president 1944, med en mandatperiod på sex år, genom att riksdagen stiftade en lag. Hans efterträdare utsågs för återstoden av mandatperioden genom omröstning i riksdagen.

## Röstresultat
| Kandidat                   | Parti                      | Röster | Andel  |
| -------------------------- | -------------------------- | ------ | ------ |
| Juho Kusti Paasikivi       | Samlingspartiet            | 159    | 79,5 % |
| Kaarlo Juho Ståhlberg      | Framstegspartiet           | 14     | 7,0 %  |
| Ogiltiga och blanka röster | Ogiltiga och blanka röster | 11     | 5,5 %  |
| Frånvarande                | Frånvarande                | 16     | 8,0 %  |
| Summa                      | Summa                      | 200    | 100 %  |
| Källa: Nohlen & Stöver     |                            |        |        |